# Lisisc de Macedònia
Lisisc (en llatí Lyciscus, en grec antic  Λυκίσκος) fou un oficial de Cassandre de Macedònia del segle IV aC.
Cassandre el va enviar a l'Epir com a general en cap i regent, quan els epirotes van desterrar al rei Aecides i van fer aliança amb el regne de Macedònia l'any 316 aC.
El 314 aC el va enviar com a comandant d'un exèrcit important a Acarnània per lluitar contra els etolis que afavorien a Antígon el borni. Encara en tenia el comandament l'any 312 aC quan va ser enviat altre cop a l'Epir contra Alcetes II, al que va derrotar. Va conquerir la ciutat d'Eurimenes, que va destruir.